# Marpesia corinna
Marpesia corinna är en fjärilsart som beskrevs av Pierre André Latreille 1811-1819. Marpesia corinna ingår i släktet Marpesia och familjen praktfjärilar. Inga underarter finns listade i Catalogue of Life.